# Грачаць

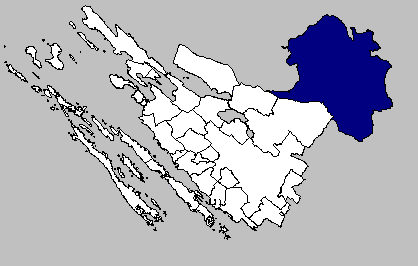
Громада Грачаць у межах Задарської жупанії

Грачаць (хорв. Gračac) — місто в Хорватії, у південній частині Ліки, а також однойменна громада в складі Задарської жупанії. За даними перепису 2011 р., саме місто налічувало 3 063 жителі, тоді як однойменна громада — 4 690 осіб, 2 528 (53,90%) з яких становили хорвати, а 2 118 (45,16%) — серби.
Назва «Грачац» походить від хорв. gradina (городище) і означає щось на зразок «старий, покинутий замок».

## Історія

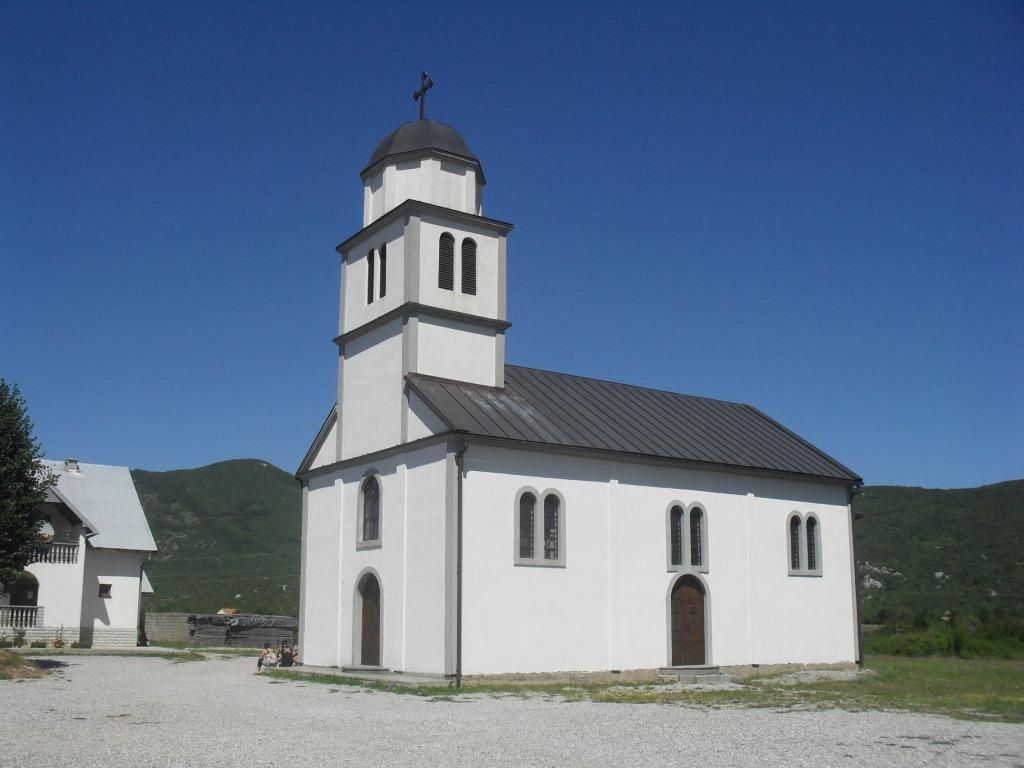
Сербська православна церква Вознесіння Господнього у Грачаці

З 1527 до 1687 року (номінально до 1699 року) Грачачь був під правлінням Османської імперії у складі Ліцького санджака Боснійського еялету. Після завоювання Австрією входив наприкінці XIX — на початку XX століть до складу Ліцько-Крбавської жупанії Королівства Хорватія і Славонія.

## Населення
Населення громади за даними перепису 2011 року становило 4 690 осіб. Населення самого поселення становило 3 063 осіб.
Динаміка чисельності населення громади:
Динаміка чисельності населення центру громади:

## Населені пункти
Крім поселення Грачаць, до громади також входять: 
- Беглуці
- Бротня
- Брувно
- Цероваць
- Дабашниця
- Дерингай
- Доня Сувая
- Дреноваць-Остредацький
- Дубокий Дол
- Дугополє
- Глогово
- Горня Сувая
- Граб
- Губавчево Полє
- Калдрма
- Кияни
- Ком
- Куноваць-Купировацький
- Купирово
- Мазин
- Надврело
- Нетека
- Омсиця
- Осредці
- Отрич
- Паланка
- Прибудич
- Прлєво
- Растичево
- Рудополє-Бруваньсько
- Срб
- Тишковаць-Лицький
- Томингай
- Велика Попина
- Вучиполє
- Заклопаць
- Зрманя
- Зрманя-Врело

## Клімат
Середня річна температура становить 9,58 °C, середня максимальна – 23,32 °C, а середня мінімальна – -6,24 °C. Середня річна кількість опадів – 1118 мм.
| Клімат поселення                              | Клімат поселення | Клімат поселення | Клімат поселення | Клімат поселення | Клімат поселення | Клімат поселення | Клімат поселення | Клімат поселення | Клімат поселення | Клімат поселення | Клімат поселення | Клімат поселення | Клімат поселення |
| Показник                                      | Січ.             | Лют.             | Бер.             | Квіт.            | Трав.            | Черв.            | Лип.             | Серп.            | Вер.             | Жовт.            | Лист.            | Груд.            |                  |
| Середній максимум, °C                         | 6,73             | 8,02             | 11,29            | 15,14            | 19,65            | 23,23            | 23,32            | 23,20            | 19,12            | 14,96            | 9,64             | 5,89             |                  |
| Середня температура, °C                       | 0,23             | 1,54             | 4,80             | 8,66             | 13,16            | 16,75            | 18,93            | 18,82            | 14,74            | 10,58            | 5,25             | 1,50             |                  |
| Середній мінімум, °C                          | −6,24            | −4,95            | −1,67            | 2,17             | 6,69             | 10,27            | 14,54            | 14,43            | 10,35            | 6,18             | 0,86             | −2,88            |                  |
| Норма опадів, мм                              | 84               | 84               | 87               | 95               | 82               | 81               | 58               | 70               | 107              | 120              | 138              | 112              |                  |
| Середньомісячна швидкість вітру, м/с          | 2.12             | 2.28             | 2.46             | 2.42             | 2.21             | 1.96             | 1.94             | 1.82             | 1.94             | 2.06             | 2.33             | 2.36             |                  |
| Середньомісячна сонячна радіація, кДж/м²·день | 4869             | 7488             | 11104            | 15676            | 19730            | 21853            | 23628            | 20626            | 15228            | 9742             | 5237             | 4025             |                  |
| --------------------------------------------- | ---------------- | ---------------- | ---------------- | ---------------- | ---------------- | ---------------- | ---------------- | ---------------- | ---------------- | ---------------- | ---------------- | ---------------- | ---------------- |
| Джерело:                                      |                  |                  |                  |                  |                  |                  |                  |                  |                  |                  |                  |                  |                  |